# Marcial Rodríguez
Marcial Rodríguez (h) (10 de noviembre de 1905 - 2 de septiembre de 2003) fue un abogado, dirigente político y deportivo de la Provincia de San Luis, Argentina.

## Biografía
El doctor Marcial Rodríguez (h) fue un destacado hombre público de la Provincia de San Luis y su trayectoria transcurrió en la segunda mitad del siglo XX. Nació en El Trapiche (San Luis), una pequeña localidad del departamento Pringles. Contrajo nupcias con María Elena Salvatore, de cuyo matrimonio nacieron cuatro hijos, Raúl Alberto, Julio Roberto, Carlos Eduardo y Elena Gloria.

## Cargos públicos
En 1932 se recibió de abogado en la Universidad de Buenos Aires y representó a la familia Alcaraz, de Villa de la Quebrada en su polémica con la curia local que quería trasladar a San Luis al Cristo de la Quebrada. De allí que mucha gente lo conocía como "el abogado del Cristo".
La Revoluciòn militar del 4 de junio de 1943, que derrocó a Castillo, lo nombró delegado de la Secretaría de Trabajo de la Nación, cuyo titular era el entonces coronel Juan Domingo Perón. Allí Marcial Rodríguez trabó relación con Perón y adscribió a su línea política.
Fue Ministro de Hacienda del Ricardo Zavala Ortiz de 1946 a 1952, quien fue el primer gobernador peronista de la Provincia. Volvió a ocupar ese cargo en el gobierno del doctor Victor W. Endeiza de 1952 a 1955, hasta que ese gobierno fue derrocado por la Revolución Libertadora.
Fue tres veces presidente del Club Deportivo Pringles (1935, 1936 y 1938) y fundador en 1944 del Colegio de Abogados de San Luis.